# 广东音乐
广东音乐是流行于中国广东珠江三角洲一带的器乐曲，音色清脆明亮，旋律流畅优美，节奏活泼欢快。廣東音樂形成於清末，很多樂曲是由戲曲過場音樂、民歌、民間器樂曲牌演變而來。广东音乐也吸收了江南和北方音乐以及中原古乐的因素，结合本地语言的特点而产生。由于其出现较晚，许多曲目都是由音乐家创作的。

## 樂器組合
早期以二弦主奏、提琴、笛子、月琴、三弦、嗩吶、喉管和敲擊樂器等為粵劇伴奏及過場，此等組合被稱為「硬弓組合」。及後出現以1926年間，在上海長大的呂文成將滬人演奏的二胡引入高胡為主奏樂器，輔以揚琴和秦琴，稱為「三件頭」。後來樂隊在「三件頭」的基礎上加入了洞簫、笛子、椰胡等樂器，被稱為「軟弓組合」。由于广州和国外通商较早，广东音乐受西方音乐影响，如加入小提琴（梵鈴）、色士風、結他、小號、木片琴等樂器。

## 結構
广东音樂的樂曲多為器樂小品，其結構短小，表現內容集中，大多數樂曲一氣呵成，但亦有在樂曲裏速度、板式（節拍）方面轉變，例如《雙聲恨》、《昭君怨》等在曲末有一段流水板曲調。

## 旋律風格特徵
广东音樂常常表現出跳躍的、華彩的、活潑的旋律風格，例如：旋律線經常作上、下大幅度的跳動，演奏者在演奏時加花，使旋律富有華彩性。以西方的樂理來分折，樂句常從弱起拍開始，常常運用切分節奏，使音樂具有向前推進的動力。樂句的句幅多數短小，並且常以接二連三的排比出現。

## 著名廣東音樂家
- 嚴老烈（1832年－？）
- 何博眾（1833年－？）
- 何柳堂（1874年－1933年）
- 丘鶴儔（1880年－1942年）
- 何與年（1880年－1962年）
- 何少霞（1894年－1942年)
- 何大傻（1896年－1957年）
- 易劍泉（1896年－1971年）
- 吕文成（1898年－1981年）
- 尹自重（1903年－1985年）
- 梁以忠（1905年－1974年）
- 陳鉅德（1907年－1971年）
- 梁秋（1907年－1982年）
- 陳卓瑩（1908年－1980年）
- 刘天一（1910年－1990年）
- 蔡保羅（1913年－？)
- 邵鐵鴻（1914年－1982年）
- 蘇文炳（1915年－）
- 楊榮耀（1915年－1993年）
- 盧家熾（1916年－1996年）
- 黃錦培（1919年－2009年）
- 喬飛（1925年－2011年）
- 甘尚时（1931年－）
- 黃日進（1938年－）
- 陳添壽（1941年－）
- 張法剛（1941年－）
- 李助炘（1944年－）
- 盧慶文（1944年－）
- 湯凱旋（1945年－）
- 萬藹端（1946年－）
- 卜燦榮（1949年－）
- 余其伟（1953年－）
- 房曉敏（1956年－）
- 陈国产（1963年－）
- 高潤鴻（1974年－）
- 伍人粵BAND（2020年－）

## 广东音樂列表

### 古曲
- 《一支梅》
- 《小桃紅》
- 《走馬》
- 《昭君怨》
- 《秋水龍吟》
- 《柳搖金》
- 《鳥驚喧》
- 《雁落平沙》
- 《楊翠喜》
- 《漢宮秋月》
- 《鳳凰台》
- 《雙飛蝴蝶》
- 《雙聲恨》
- 《平湖秋月》
- 《步步高》
- 《雨打芭蕉》
- 《旱天雷》
- 《餓馬搖鈴》

### 1910年代
- 《雨打芭蕉》 1917年 丘鶴儔

### 1920年代
- 《梨花醉雨》 1920年 呂文成
- 《旱天雷》 1921年 嚴老烈
- 《平湖秋月》 呂文成

### 1930年代
- 《鳥投林》 1930年 易劍泉
- 《花香襯馬蹄》 1930年 呂文成
- 《寒江月》 1930年 呂文成
- 《落花天》 1930年 呂文成
- 《燭影搖紅》 1930年 呂文成
- 《孔雀開屏》 1931年 何大傻
- 《月影寒梅》 1934年 呂文成
- 《沉醉東風》 1934年 呂文成
- 《過江龍》 1934年 呂文成
- 《蕉石鳴琴》 1934年 呂文成
- 《泣長城》 1934年 呂文成
- 《風動窗鈴》 1935年 呂文成
- 《銀河會》 1935年 呂文成
- 《下山虎》 1935年 呂文成
- 《雨後梨花》 1935年 呂文成
- 《二龍爭珠》 1935年 呂文成
- 《滿園春色》 1935年 呂文成
- 《岐山鳳》 1935年 呂文成
- 《醒獅》 1936年 呂文成
- 《秋水芙蓉》 1936年 呂文成
- 《寒潭印月》 1937年 呂文成
- 《戀芳春》 1937年 呂文成
- 《驚濤》 1937年 陳文達
- 《捷足先登》 1938年 呂文成
- 《東風第一枝》 1938年 呂文成
- 《飄飄紅》 1938年 呂文成
- 《步步高》 1938年 呂文成
- 《滾綉球》 1938年 呂文成
- 《普天同慶》 1938年 呂文成
- 《漁村夕照》 1939年 呂文成
- 《狂歡》 陳文達
- 《迷離》 陳文達
- 《餓馬搖鈴》 何柳堂
- 《春風得意》 梁以忠
- 《禪院鐘聲》 崔蔚林
- 《柳浪聞鶯》 潭沛鋆
- 《凱旋》 陳俊英
- 《霜醉楓林》 盧家熾

### 1940年代
- 《流水行雲》 邵鐵鴻

### 1950年代
- 《春郊試馬》 1954年 陳德鉅
- 《杜鵑啼》 1955年 呂文成

### 1970年代
- 《織出彩虹萬里長》 楊紹斌

### 1980年代
- 《羊城春色》 1983年 梁寒光, 呂文成
- 《珠江晴波》 馬偉雄

### 1990年代
- 《鄉情》 1992年 甘尚時
- 《丹霞日出》 陳濤
- 《龍洞琪琳》 陳濤
- 《思賢曲》 曾葉發
- 《絲弦曲》 曾葉發
- 《施然曲》 曾葉發

### 年代不明
- 《緊中慢》 朱頂鶴
- 《錦城春》 邵鐵鴻
- 《雙飛朝陽》 陳德鉅
- 《西江月》 陳德鉅
- 《陌頭柳色》 何少霞
- 《花間蝶》 何大傻
- 《娛樂升平》 丘鶴儔
- 《相見歡》 丘鶴儔
- 《喜遷鶯》 呂文成
- 《玉連環》 呂文成
- 《碧水芙蓉》 呂文成
- 《清風明月》 何與年
- 《漁歌晚唱》 呂文成
- 《青梅竹馬》 呂文成
- 《甜蜜的蘋果》 林浩然
- 《悲懷》 呂文成
- 《醉月》 陳文達
- 《賽龍奪錦》 何柳堂
- 《連環扣》 嚴老烈
- 《春到田間》 林韻
- 《魚游春水》 劉天一
- 《山鄉春早》 喬飛
- 《輕舟蕩月》 甘尚時
- 《紅綿花開》 陸仲任
- 《湖光春曉》 甘尚時
- 《香江夏夜》 甘尚時
- 《嶺南香荔》 甘尚時
- 《明月戀荷香》 甘尚時
- 《珠江月》 甘尚時
- 《中秋月》 甘尚時
- 《漁家樂》 甘尚時
- 《懷念》 黃錦培
- 《深巷琴音》 丘永基
- 《喜開鐮》 廖桂雄
- 《百花迎春》 吳國材
- 《月夜抒情》梁兆英
- 《夜話》 黃觀強
- 《月圓曲》 黃錦培
- 《越秀遠眺》 陳其雄